# Неделя (светица)
Вижте пояснителната страница за други личности с името Света Неделя.
Неделя, още Кириакия или Неделя-Кириакия, е светица и великомъченица, сред най-тачените от българите светци.
По време на царуването на Асеневци (XII – XIII век) мощите на светицата са пренесени в престолнината Търново. Евтимий, патриарх Търновски, написва „Похвала на светата великомъченица Неделя“.
Според преданията, описани и от патриарх Евтимий, Неделя е родена в Мала Азия като дългоочаквано дете, дошло в отговор на молитвите на родителите ѝ Доротей и Евсевия. Още в ранно детство е възпитана в Христовите истини.
Съвсем млада решава да посвети живота си на Бог. Това е времето на император Диоклетиан, на гонения и жестока разправа с християните – преследвани, затваряни в тъмници, заточавани или насила карани да се отрекат от вярата си. Неделя е хвърлена в тъмница и подложена на мъчения, а родителите ѝ са заточени в град Милетин. Чудното оздравяване на нейните рани, както и нейният отказ да се поклони на езическите идоли карат властите да я осъдят на смърт.
На нейното лобно място след молитва Неделя предава духа си на Бог, преди да бъде изпълнена присъдата (7 юли 289). Починала на 22 години, както пише патриарх Евтимий, Умирайки в кратко време, тя изпълни години дълги, защото душата ѝ Господна беше удовлетворена, чистота – доволно голяма, подвизите достатъчни...

## Памет
В България има над 70 храма, посветени на света Неделя, като най-голям брой има в областите Благоевград, Пловдив и Смолян. Сред храмовете в чест на света Неделя са катедралният храм на Софийска епархия „Света Неделя“ в центъра на София, първият катедрален храм на Ловчанска епархия - „Света Неделя“ в края на квартал Вароша в града, както и Араповският манастир „Света Неделя“ до Асеновград.
На света Неделя е посветен и площадът пред катедралния храм в София.
В прослава на света Неделя са създадени и няколко акатиста. В един от тях се казва: „На теб Недельо, мъченице славна, Божия,като се молим,славейки страданията ти,призоваваме венчалия те Христос Бог, обладаващия сила и могъщество, да избави от беди нас непотребните, за да викаме: Радвай се, Недельо всевъзпявана!“
През 2019 година е издаден и акатист в чест на света Неделя, създаден от Белоградчишки епископ Поликарп.